# Mormopterus acetabulosus
Mormopterus acetabulosus is een zoogdier uit de familie van de bulvleermuizen (Molossidae). De wetenschappelijke naam van de soort werd voor het eerst geldig gepubliceerd door Hermann in 1804.